# Oisterwijk

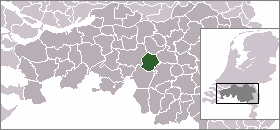
läge i Noord-Brabant

Oisterwijk är en kommun i provinsen Noord-Brabant i Nederländerna. Kommunens totala area är 65,11 km² (där 1,20 km² är vatten) och invånarantalet är 25 744 invånare (1 februari 2012).